# What Every Woman Knows
What Every Woman Knows (O que Toda Mulher Sabe, em livre tradução) é o título de um filme mudo estadunidense de 1921, baseado em peça teatral homônima de James Barrie.

## Sinopse
O trabalhador ferroviário John Shand é flagrado por Alick Wylie lendo em sua biblioteca e este lhe propõe custear sua educação, com a condição de em cinco anos se casar com sua filha Maggie, dando-lhe então trezentos dólares — quantia que também servirá para financiar as ambições políticas do jovem, enquanto proporciona à filha, já com vinte e sete anos, a chance de ter um marido.
Shand aceita a proposta e, quando o prazo acaba, ele se elege deputado e se casa com Maggie, que percebe não ser amada pelo marido; este alcança grande popularidade em razão de seus belos discursos que são escritos na sua maioria pela esposa, embora ele mesmo mereça algum crédito.
Shand se apaixona por Lady Sybil e sua esposa, apesar de magoada, providencia de forma diplomática para que o casal se encontre; assim, Maggie organiza uma visita a uma propriedade rural onde Shand prepara ele mesmo um discurso visando impressionar um membro do gabinete, mas sua fala é um fracasso. Maggie entretanto chega a tempo com uma nova fala, e salva o esposo do vexame, com um discurso que é um sucesso.
Shand, então, percebe a devoção da esposa e o quanto deve a ela pela posição alcançada. Ele é desprezado por Sybil, que diz que ele a aborrece; aos poucos ele reconhece o valor da mulher que tem e se reconcilia com ela.

## Elenco
- Lois Wilson, como Maggie Wylie
- Conrad Nagel, como John Shand
- Charles Ogle, como Alick Wylie
- Fred Huntley, como David Wylie
- Guy Oliver, como James Wylie
- Lillian Tucker, como Sybil Tenterden
- Winter Hall, como Charles Venables
- Claire McDowell, como Condessa de la Briere
- Robert Brower, como Scot Lawyer